# Euphrasia eurycarpa
Euphrasia eurycarpa är en snyltrotsväxtart som beskrevs av Herbert William Pugsley. Euphrasia eurycarpa ingår i släktet ögontröster, och familjen snyltrotsväxter. Inga underarter finns listade i Catalogue of Life.